# 크레온 (테베의 왕)
크레온(Creon, 고대 그리스어: Κρέων)은 그리스 신화에 나오는 테바이의 왕이다.
메노이케우스의 아들이자 이오카스테의 오빠이다. 에우리디케와 결혼하여 하이몬이라는 같은 이름을 가진 두 아들과 메가레우스, 할아버지와 이름이 같은 메노이케우스 등의 아들을 낳았다.
여동생 이오카스테는 테베의 왕 라이오스와 결혼하여 오이디푸스를 낳았는데, 자식에게 살해될 것이라는 신탁을 받은 라이오스는 오이디푸스를 산에 버렸다. 오이디푸스는 자신의 신분을 알지 못한 채 자랐다. 그러던 중 신탁을 묻기 위해 델포이에 들른 라이오스와 길에서 마주쳐 시비를 벌이다가 그만 라이오스를 죽여 버렸다. 왕이 죽자 크레온이 섭정이 되어 테베를 다스렸다. 그 무렵 테베에 스핑크스라는 괴물이 나타나 지나가는 사람들에게 수수께끼를 낸 뒤 맞히지 못하면 잡아먹었다. 크레온의 맏아들 하이몬도 스핑크스에게 잡아먹혔다. 크레온은 이 괴물을 처치하는 자에게 왕위를 물려주고 이오카스테와 결혼시키겠다고 공표하였다. 마침 테베로 돌아온 오이디푸스가 수수께끼를 풀자 스핑크스는 스스로 목숨을 끊었다고 한다. 이로써 오이디푸스는 테베의 왕이 되어 어머니인 이오카스테를 아내로 맞게 되었다. 그러나 얼마 뒤 테베에 기근이 든 것을 계기로 오이디푸스가 친아버지를 죽였을 뿐 아니라 친어머니와 결혼하였다는 사실이 밝혀지자 이오카스테는 목을 매 죽었고 오이디푸스는 스스로 두 눈을 찔러 장님이 되었다. 크레온은 다시 섭정이 되었으며 오이디푸스를 쫓아냈다. 오이디푸스가 쫓겨나자 왕위 계승권자인 두 아들 에테오클레스와 폴리네이케스가 권력 다툼을 벌였다. 이 때 크레온은 에테오클레스를 지지하였고, 폴리네이케스는 이른바 ‘테베 공략 7장군’의 한 사람으로 테베를 공격하여 에테오클레스와 격투를 벌이다 둘 다 죽었다. 이 전쟁에서 크레온의 아들 메가레우스도 전사하였고, 메노이케우스는 제물이 되어 스스로 성벽에서 몸을 던졌다고 한다.